# Joseph Koerber
Joseph Koerber, né le 3 septembre 1943 à Sierentz dans le Haut-Rhin en France, est un évêque catholique français, spiritain et vicaire apostolique émérite de Makokou au Gabon depuis 2022.

## Repères biographiques
Après ses études de philosophie et de théologie effectuées dans les instituts spiritains, il prononce ses vœux perpétuels   le 10 décembre 1970. Il se spécialise en théologie pastorale à l'institut catholique de Paris. Il est ordonné prêtre le 24 juin 1972.
Il part alors pour le Gabon où il exerce différentes fonctions : vicaire paroissial, curé, économe régional des Spiritains du Gabon. 
Le 7 mars 2003, Jean-Paul II le nomme préfet apostolique de Makokou dans le département d'Ivindo à l'Est du Gabon. Il le reste jusqu'au 11 juillet 2014 lorsque le pape François érige la préfecture apostolique en vicariat apostolique, devenant alors le premier vicaire apostolique de Makokou avec le titre d'évêque titulaire de Siccenna (de). Il reçoit la consécration épiscopale des mains de Basile Mvé Engone archevêque de Libreville le 26 octobre suivant.